# Электрум
Эле́ктрум (также электр, электрон лат. electrum, от др.-греч. ἤλεκτρον (электрон) — янтарь, назван в связи с цветом) — природный сплав серебра с золотом (Ag, Au). Обычно встречается в виде зернистых или амальгамных масс (ковких пластинчатых образований). Цвет от золотисто-жёлтого до серебряно-белого. Твёрдость по Моосу: 2,5—3; плотность 12—14 г/см³. Добывается вместе с другими разновидностями золота или изготавливается искусственно. Иногда называется «зелёным золотом» и «белым золотом», хотя современный термин «белое золото» обозначает другие сплавы золота.

## Этимология
Слово происходит от греческого ἤλεκτρον / ḗlektron, которое само образовано от λέκτωρ / ēléktōr, «блестящий», определителя Солнца и эпитета Гипериона. В классическом греческом языке это слово почти всегда относится к янтарю, свойства которого дали начало словам электричество и электрон.
На латыни этот термин обозначает сплав, который греки чаще называли «белым золотом» (λευκὸς χρυσός / leukòs khrusós. Таким образом, Плиний Старший поясняет, что «всё золото содержит серебро в различных количествах […] когда доля серебра составляет 55 %, металл называется» электрум".

## Использование

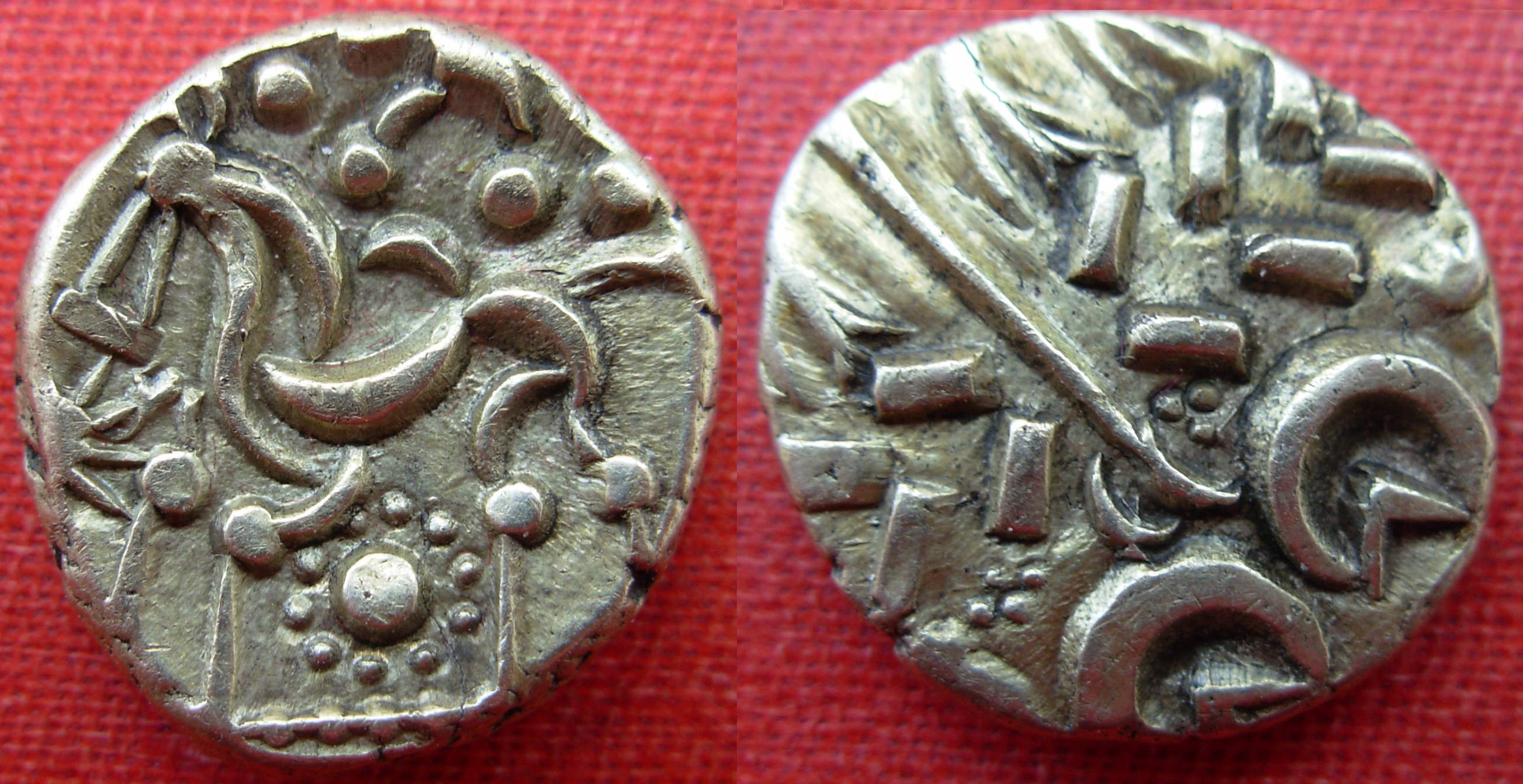
Британский статер (Электрум) из кориелтаувы (ca.50 до н. э.)

Электрум использовался с III тысячелетия до н. э. (в Древнем царстве Египта для покрытия обелисков и наверший пирамид). Первое упоминание встречается в описании экспедиции в Пунт, посланной Сахура — вторым фараоном V династии. Есть упоминание и у Плиния Старшего в его «Естественной истории» (XXIII. 80).
Из электрума были сделаны первые в истории монеты — статеры в Лидии в VII веке до н. э. Электрум был удобен для изготовления монет, поскольку он твёрже золота и потому более износостоек. Кроме того, технология очистки золота в те времена была неразвита.

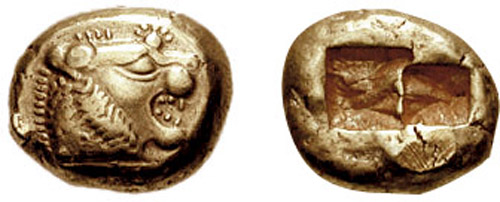
Лидийская монета из электрума (VI век до н. э.)

Первый метод анализа электрума на содержание золота принадлежит, видимо, Архимеду (знаменитое открытие Архимедом метода измерения плотности, сделанное «в ванне». Но это является заблуждением по отношению к электруму, так как ещё одним основным компонентом для создания сплавов золота является медь). До этого курс монет из электрума определялся по соглашению.

## Значение в древних текстах
Древние греки (а вначале и римляне) использовали одно и то же слово для обозначения как электрума, так и янтаря. Даже по отношению к произведениям Гомера не ясно, как следует понимать это слово.